# سگ‌ماهی درازبینی
سگ‌ماهی درازبینی (نام علمی: Deania hystricosa) نام یک گونه از تیره میان‌ربایندگان است.